# Dangé-Saint-Romain
Dangé-Saint-Romain is een gemeente in het Franse departement Vienne (regio Nouvelle-Aquitaine) en telt 3111 inwoners (2005). De plaats maakt deel uit van het arrondissement Châtellerault. In de gemeente ligt spoorwegstation Dangé.

## Geografie
De oppervlakte van Dangé-Saint-Romain bedraagt 35,0 km², de bevolkingsdichtheid is 88,9 inwoners per km². De Vienne stroomt door de gemeente.

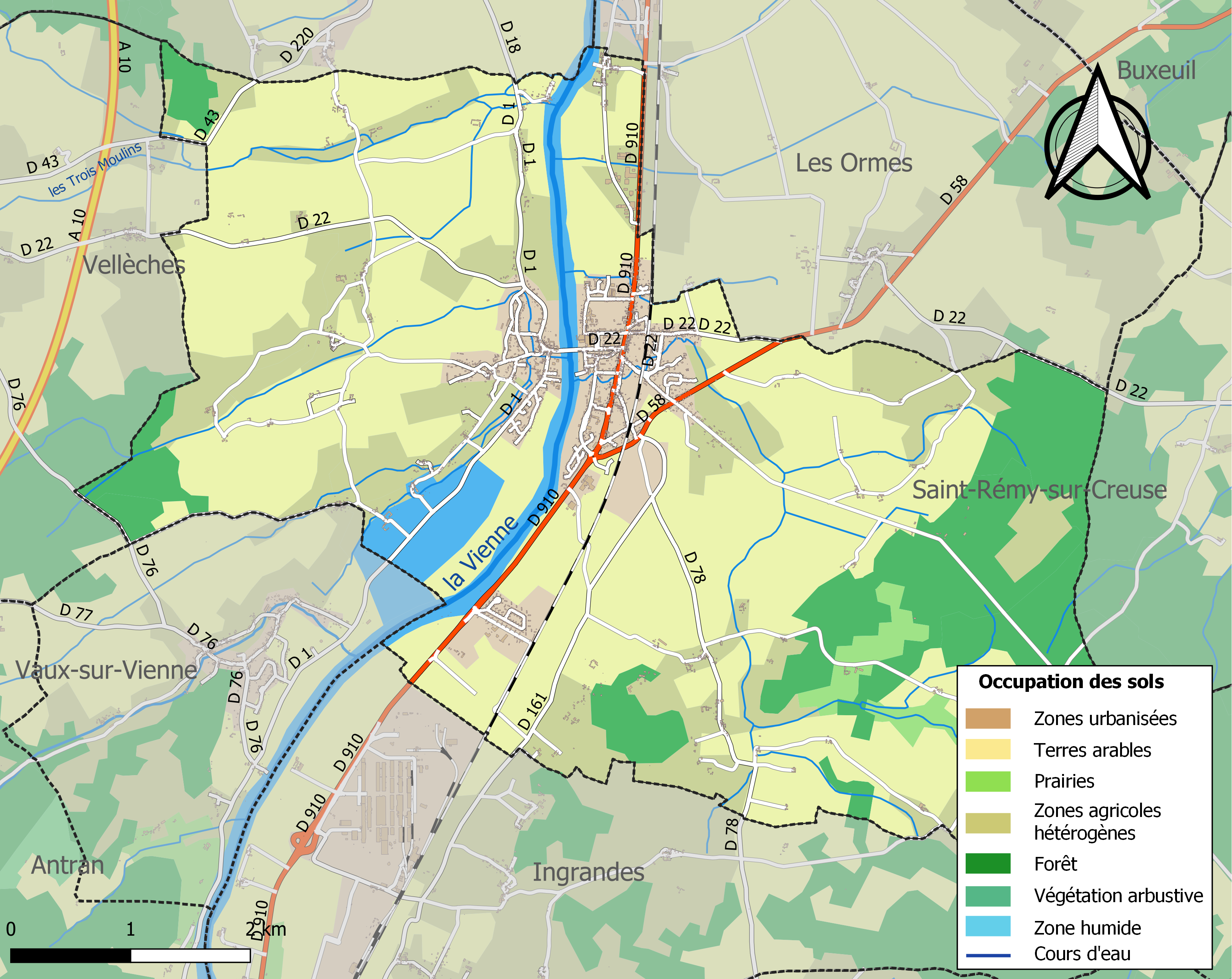
Kaart van de gemeente met de belangrijkste infrastructuur, bodemgebruik en omliggende gemeenten

## Demografie
Onderstaande figuur toont het verloop van het inwonertal (bron: INSEE-tellingen).

1. ↑  Populations de référence 2022.